# Ярославский государственный цирк
Ярославский государственный цирк — государственный цирк в городе Ярославле. Находится на площади Труда. Цирк открыт в 1963 году.  Зрительный зал цирка вмещает 1632 человека.

## История
Первый зимний цирк  в Ярославле построил Рудольф Гверра в 1850 году. В 1870-е годы К. Вилье давал представления «Гимнастического цирка». В 1884—1885 годах выступал «Итальянский цирк» М. Труцци. В 1912 году работали временные цирки братьев Никитиных и С. Байдони. В 1913 году ярославец Емельянов построил тёплое здание цирка-театра, которое сдавал в аренду, в том числе Э. Труцци, Ц. Арригони, братьям Ефимовым, М. Пемпковскому с его цирком «Фантазия». В 1920-е годы заезжие цирковые коллективы выступали в здании, построенном пожарной командой.
Первый государственный цирк был построен в городе в 1937 г. Он был деревянным. Его здание было полностью разрушено во время войны в 1943 году.
В 1950-1960-е годы город посещали передвижные цирки-шапито.
Новый стационарный цирк типового советского проекта на 1800 мест построили только в 1963 году. На арене Ярославского цирка выступали такие артисты как Юрий Дуров, Олег Попов, Карандаш, Юрий Никулин, Игорь Кио,  Анатолий Латышев, Тамерлан Нугзаров,  Андрей Николаев, Николай Павленко,  Иван Яровой, Вальтер Запашный и многие другие. Также здание цирка являлось площадкой для выступления звёзд эстрады. Директорами цирка были М. Зиберов, А. Ядрёнов, С. Трахтенберг (с 1990).
С апреля 2009 по март 2011 года к 1000-летию Ярославля шла первая за полвека реконструкция давно обветшавшего здания цирка. Открытие отреставрированного цирка состоялось 30 марта 2011 года.

## Современность
В настоящее время Ярославский цирк является не только местом для выступления ведущих цирковых коллективов страны, но и площадкой для реализации  социально важных проектов региона. Примером может послужить проект "Арена возможностей", который был реализован цирком совместно с департаментом культуры города с 2015 по 2017 год. Проект был направлен на  социальную реабилитацию и адаптацию школьников города и детей с ограниченными возможностями здоровья средствами циркового искусства.